# Dan Spătaru (fotbalist)
Dan Spătaru (n. 24 mai 1994, Chișinău, Republica Moldova) este un fotbalist moldovean, care joacă pe post de mijlocaș la FK Olimpieț Nijni Novgorod⁠(d) în Prima Ligă Rusă. Pe plan internațional, are prezențe la națională pentru Republica Moldova U17, Moldova U-19, Moldova U-21 și Republica Moldova., pe postul de mijlocaș ofensiv.
În februarie 2015 Dan Spătaru a fost transferat la Astra Giurgiu, semnând un contract valabil până în vara aceluiași an, cu opțiunea de prelungire din partea clubului.
Pe 1 martie 2015, el a debutat la Astra, intrând la schimb în minutul 46 al meciului cu FC Brașov din etapa a 19-a a Ligii I 2014-2015, încheiat la egalitate, scor 1 la 1. El a fost foarte aproape de a înscrie un gol în minutul 89 al meciului, însă mingea șutată de dânsul cu capul a fost prinsă de portarul „brașovenilor”.
Pe 28 februarie 2017, acesta a semnat cu Dinamo București un contract valabil până în vara anului 2019, iar pe data de 13 martie 2017 și-a făcut debutul pentru noua sa echipă, înlocuindu-l pe Claudiu Bumba în minutul 61 al meciului cu Viitorul Constanța din prima etapă a play-off-ului Ligii I 2016-2017.
Pe 16 iunie 2017 se desparte de gruparea dinamovistă, urmând să semneze pentru CSM Politehnica Iași din postura de jucător liber de contract. Pe 14 iulie 2017 a debutat pentru CSM Politehnica Iași, fiind integralist în partida cu CS Universitatea Craiova, pierdută în deplasare cu scorul de 2-0. A jucat acolo însă doar 12 meciuri, de-a lungul sezonului de toamnă, în pauza din iarnă plecând în Rusia la Olimpieț Nijni Novgorod.

## Palmares
Zimbru Chișinău
- Cupa Moldovei (1): 2013–14
- Supercupa Moldovei (1): 2014